# Funkstelle Székesfehérvár

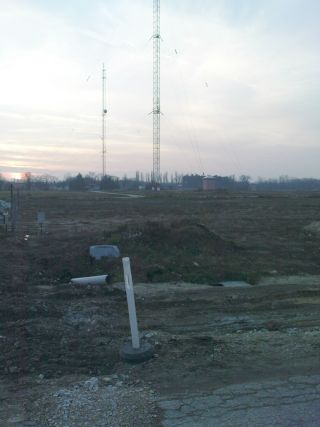
Blick auf die Sendemasten

Die Funkstelle Székesfehérvár war eine Funkstelle für Lang- und Kurzwelle in Székesfehérvár in Ungarn, die in den Jahren 1922 und 1923 errichtet wurde und zum Zeitpunkt der Inbetriebnahme am 1. Februar 1924 über einen 10-kW-Röhrensender und einen 150-kW-Maschinensender verfügte. Die Antenne bestand aus zwei je 152 Meter hohen gegen Erde isolierte selbststrahlende Sendemasten. Weiterhin wurden auf dem Gelände Sendegebäude, Maschinenhaus, Lager, ein Trafohaus sowie Wohngebäude errichtet. Später kamen Kurzwellensender hinzu. Der Betrieb der Sendeanlage wurde im Jahr 2004 endgültig eingestellt; im Jahr 2009 wurden die großen Maste und ein Jahr später ein Teil der Gebäude sowie das Trafohaus abgerissen.
In dem zugehörigen Kartenblatt TPC F-2B der US Air Force Tactical Pilotage Chart Series – World wird die Höhe der beiden Sendemasten am südwestlichen Stadtrand mit 500 Fuß  angegeben. In diesem Bereich steht heute ein Gittermast als Fernsehsender.
Bilder und Dokumente zu der Sendeanlage sind im Radio- und Fernsehmuseum in Diósd zu sehen.